# 전수환
전수환(1966년 6월 20일~2023년 11월 16일)은 대한민국의 연극 배우이다.

## 학력
- 계원예술고등학교 연극과

## 출연

### 영화
- 2017년 《싱글라이더》 ... 지점장 역
- 2015년 《막걸스》 ... 세미 부 역
- 2013년 《관상》 ... 시간원관원 2 역
- 2013년 《고령화가족》 ... 전 사장 역
- 2013년 《생생활활》 ... 꽃무늬팬티 남 역
- 2009년 《이태원 살인사건》 ... 서 검사 역
- 2007년 《우리동네》 ... 슈퍼 주인 아저씨 역
- 2007년 《이장과 군수》 ... 형사 역
- 2006년 《조용한 세상》 ... 담당관 역
- 2006년 《모노폴리》 ... NSI 요원 1 역
- 2006년 《청춘만화》 ... 만화사 사장 역
- 2006년 《음란서생》 ... 상급자 역
- 2006년 《투사부일체》 ... 안 검사 역
- 2003년 《선생 김봉두》 ... 성욱 부 역
- 2002년 《광복절 특사》 ... 보안과 교도관 역
- 2002년 《연애소설》 ... 영화관 사내 역
- 2001년 《신라의 달밤》 ... 경찰 1 역 (우정출연)
- 2000년 《킬리만자로》 ... 당구장 주인 역
- 1997년 《블랙잭》 ... 변 형사 역
- 1995년 《비상구는 없다》 ... 호스트빠 지배인 역
- 1995년 《금홍아 금홍아》 ... 학예부원 2 역
- 1993년 《그 여자, 그 남자》 ... 남앵커 역

### 드라마
- KBS 부부클리닉 사랑과 전쟁
- 2011년 MBC 《내 마음이 들리니》 ... 차 상무 역
- 2022년 tvN 《스물다섯 스물하나》... 한강물산 면접관 역

### 연극
- 품바

## 경력
- 춘천국제마임제 참가
- 연극배우협회 위원